# Dassault nEUROn
nEUROn er en fransk prototype kampdrone produceret af Dassault. 
Dronen er ikke i serieproduktion.